# 塩締め
塩締め（しおじめ）は、魚の調理法の1つ。塩じめとも表記する。
生の魚に塩を振り、しばらく置くことで魚の水分を抜くと共にタンパク質の変性と合わせて身を締める。生臭さも水分と共に抜くことができる。
身の厚い青魚に対し、魚の表面が真っ白になるほどに塩を付けることはベタ塩（べたじお）、棒塩と呼ぶ。
また、農業において塩化ナトリウムを添加した液肥を苗に与えることで、苗の徒長を抑制し、乾燥に強い苗にすることを「塩締め」「塩締め処理」「塩締め馴化法」と呼ぶ。